# Prinudni brak
Prinudni brak je brak koji je sklopljen bez elementa slobodne volje, što može podrazumevati primenu prinude ili dovođenje u zabludu. U Republici Srbiji se najčešće javlja među Romskom populacijom, a u Evropi je poslednih godina prisutan među stanovništvom koje je migriralo usled ratnih sukoba na Bliskom Istoku. Uticaj kulture i religije, kao i tradicionalnog načina razmišljanja i navika, a svakako i sticanja profita, mahom je delovalo na zadržavanju forme prinudnog braka i u 21. veku. Trenutno su na snazi razni mehanizmi kojima se teži da se ova pojava iskoreni iz modernog društva, kako na nacionalnom, tako i na međunarodnom planu. Počev od zakona, ratifikovanih međunarodnih ugovora, delovanja nevladinih i drugih organizacija, pa čak i samih žrtava.

## Pravni okvir

### Nacionalno zakonodavstvo

#### Porodični zakon
Porodičnim zakonom Republike Srbije, članom 3, regulisan je pojam braka kao zajednica života žene i muškarca, u kojoj postoji pristanak tj. sloboda volje za njegovo zaključenje.
" Brak
Član 3
(1) Brak je zakonom uređena zajednica života žene i muškarca.
(2) Brak se može sklopiti samo na osnovu slobodnog pristanka budućih supružnika.
(3) Supružnici su ravnopravni. "
U suprotnom će postojati bračna smetnja.
" Smetnje za sklapanje braka
Sloboda volje
Član 24
Brak ne može sklopiti lice čija volja nije slobodna. "
Koja može dovesti do ništavosti ili rušljivosti braka u zavisnosti od okolnosti pod kojim je pristanak na zaključenje braka dat.
" Ništavost braka
Različitost polova, izjava volje i nadležnost
Član 31
Brak je ništav ako su ga sklopila dva lica istog pola, ako izjave volje supružnika nisu bile potvrdne ili ako brak nije sklopljen pred matičarem.
Rušljivost braka
Prinuda
Član 38
(1) Brak je rušljiv ako je na njegovo sklapanje supružnik pristao pod prinudom.
(2) Prinuda postoji kada je drugi supružnik ili neko treći silom ili pretnjom izazvao opravdan strah kod supružnika i kada je on zbog toga pristao na sklapanje braka.
(3) Strah se smatra opravdanim kada se iz okolnosti vidi da je ugrožen život, telo ili drugo značajno dobro jednog ili drugog supružnika odnosno trećeg lica.
Zabluda
Član 39
(1) Brak je rušljiv kada je na njegovo sklapanje supružnik pristao u zabludi o ličnosti drugog supružnika ili o nekoj njegovoj bitnoj osobini.
(2) Zabluda o ličnosti postoji kada je supružnik mislio da sklapa brak sa jednim licem, a sklopio je brak sa drugim licem (zabluda o fizičkoj ličnosti), odnosno kada je sklopio brak sa licem sa kojim je želeo, ali to lice nije ono za koje se izdavalo (zabluda o građanskoj ličnosti), a supružnik koji je u zabludi ne bi sklopio brak da je za to znao.
(3) Zabluda o nekoj bitnoj osobini postoji kada se radi o takvoj osobini zbog koje supružnik koji je u zabludi ne bi sklopio brak da je za nju znao."

#### Krivično zakonodavstvo
U našem krivičnom zakonodavstvu je do 2005. godine postojalo krivično delo prinude na zaključenje braka predviđeno članom 113a Krivičnog zakona Republike Srbije, kada je izvršena njegova dekriminalizacija. Nakon toga je pomenuto krivično delo nastavilo da živi u okviru krivičnog dela prinude, koje je zapravo obuhvaćeno njime, tako da su neki smatrali da uvođenje tj. vraćanje posebnog krivičnog dela nije potrebno niti celishodno. Međutim, nakon ratifikacije Konvencije Saveta Evrope o sprečavanju i borbi protiv nasilja nad ženama i nasilja u porodici u naše nacionalno zakonodavstvo, Izmenama i dopunama Krivičnog zakonika 2016. godine vraćeno je kao krivično delo prinudnog zaključenja braka.

##### Krivični zakon Republike Srbije
"Prinuda na zakljucenje braka
Clan 113a
(1) Ko prinuduje žensko lice na zakljucenje braka, kaznice se zatvorom do jedne godine.
(2) Ako je žensko lice maloletno, ucinilac ce se kazniti zatvorom od šest meseci do tri godine."

##### Krivični zakonik
"Prinudno zaključenje braka
Član 187a
(1) Ko upotrebom sile ili pretnje prinudi drugo lice da zaključi brak,
kazniće se zatvorom od tri meseca do tri godine.
(2) Ko radi izvršenja dela iz stava 1. ovog člana drugo lice odvede u inostranstvo ili ga u istom cilju navede da ode u inostranstvo,
kazniće se zatvorom do dve godine."
"Prinuda
Član 135
(1) Ko drugog silom ili pretnjom prinudi da nešto učini ili ne učini ili trpi,
kazniće se zatvorom do tri godine.
(2) Ko delo iz stava 1. ovog člana učini na svirep način ili pretnjom ubistvom ili teškom telesnom povredom ili otmicom,
kazniće se zatvorom od šest meseci do pet godina.
(3) Ako je usled dela iz st. 1. i 2. ovog člana nastupila teška telesna povreda ili druge teške posledice,
učinilac će se kazniti zatvorom od jedne do deset godina.
(4) Ako je usled dela iz st. 1. i 2. ovog člana nastupila smrt prinuđenog lica ili je delo izvršeno od strane grupe,
učinilac će se kazniti zatvorom od tri do dvanaest godina.
(5) Ako je delo iz st. 1. i 2. ovog člana izvršeno od strane organizovane kriminalne grupe,
učinilac će se kazniti zatvorom od pet do petnaest godina."

### Međunarodno zakonodavstvo

#### Istambulska konvencija i Zakon o potvrđivanju Konvencije Saveta Evrope o sprečavanju i borbi protiv nasilja nad ženama i nasilja u porodici
Konvencija Saveta Evrope o sprečavanju i borbi protiv nasilja nad ženama i nasilja u porodici je doneta 11.05.2011. godine u Istanbulu, pa se skraćeno naziva i Istambulska konvencija. Stupila je na snagu 01.08.2014. godine ispunivši uslov od 10 ratifikacija, uključujući 8 država članica Saveta Evrope. Republika Srbija je ratifikovala ovu konvenciju 2013. godine donevši Zakon o potvrđivanju Konvencije Saveta Evrope o sprečavanju i borbi protiv nasilja nad ženama i nasilja u porodici. 

Konvencija proklamuje sledeće ciljeve: zaštita žena od svih vidova nasilja i sprečavanje, procesuiranje i eliminisanje nasilja nad ženama i nasilja u porodici; doprinos suzbijanju ovih oblika diskriminacije nad ženama i promocija suštinske jednakosti između žena i muškaraca. Konvencija kao jedan od ciljeva navodi i izradu sveobuhvatnog okvira, politika i mera zaštite i pomoći svim žrtvama nasilja nad ženama i nasilja u porodici.
"Prinudni brak
Član 37
1) Strane se obavezuju da preduzmu neophodne zakonodavne ili druge mere i obezbede da prisiljavanje odraslog lica ili deteta da stupi u brak bude inkriminisano.
2) Strane se obavezuju da preduzmu neophodne zakonodavne ili druge mere i obezbede da namamljivanje odraslog lica, odnosno deteta na teritoriju strane ili države, koja nije njena država boravišta, s ciljem prinude tog odraslog lica ili deteta da stupi u brak bude inkriminisano."
"Građanske posledice prinudnih brakova
Član 32
Strane se obavezuju da preduzmu neophodne zakonodavne ili druge mere i obezbede da se brakovi sklopljeni pod prinudom mogu smatrati ništavnim ili predmetom poništenja, odnosno razvoda bez nepotrebnog finansijskog ili administrativnog opterećivanja žrtve."

### Studija "Prinudni brakovi u Nemačkoj"
Studija "Prinudni brakovi u Nemačkoj" nastala je na osnovu istraživanja Saveznog ministarstva za porodicu, stare i mlade u više stotina prihvatilišta i savetovališta za prinudno udate ili oženjene ili one kojima neposredno preti prinudno sklapanje braka. Za potrebe studije anketirano je 3.443 žrtava u 830 savetovališta i prihvatilišta. U oko 60% slučajeva pretio im je prinudni brak, a ostale devojke su već bile pod prinudom udate. Više od polovine onih koje se za pomoć obraćaju ustanovama i koje su jedino i mogle da budu obuhvaćene studijom, navelo je da su bile žrtve fizičkog nasilja. U oko 30% slučajeva se madim ženama pretilo i oružjem da bi stupile u neželjeni brak.
Oko 32% je devojaka prinuđenih na brak je rođeno u Nemačkoj, 23% u Turskoj i 8% u Srbiji, Crnoj Gori ili na Kosovu. Slede devojke rođene u Iraku, Avganistanu, Siriji, Maroku i Albaniji. Skoro sve mlade žene koje moraju da se udaju za partnera kojeg određuje porodica u Nemačkoj su migrantskog porekla, a gotovo trećina ih je mlađa od 17 godina. Među onima koji pod prinudom ulaze u brak je i oko 7% mladića.
Prema ranijim navodima nevladine organizacije za ženska prava "Ter de fam" (Terres des Femmes), koja je učestvovala i u izradi studije, u Berlinu godišnje 370 žena biva naterano na brak, u Hamburgu i Baden-Virtembergu po oko 200.
Berlinska organizacija za pomoć mladim migrantkinjama "Papatya" neposredno savetuje ili pomaže oko 60 devojaka godišnje kojima preti prinudni brak ili su već u njega stupile, još oko 400 devojaka sa istim problemima im se obraća elektronskom poštom ili telefonom.
Nemačka je 2010. godine donela propis po kojem je prinudni brak samostalno krivično delo, što podrazumeva da nije obuhvaćeno samo opštim krivičnim delom prinude. Pravnici su tada izrazili očekivanje da će novi zakon imati i funkciju zastrašivanja.

## Spoljašnje veze
- Porodični zakon
- Krivični zakon Republike Srbije[мртва веза]
- Krivični zakonik
- Zakon o potvrđivanju Konvencije Saveta Evrope o sprečavanju i borbi protiv nasilja nad ženama i nasilja u porodici